# Il morbo campano
Il morbo campano és una òpera composta per Domenico Cimarosa sobre un llibret de Pettignone, que s'estrenà a Chiavenna el 1782.